# مار (جيولوجيا)

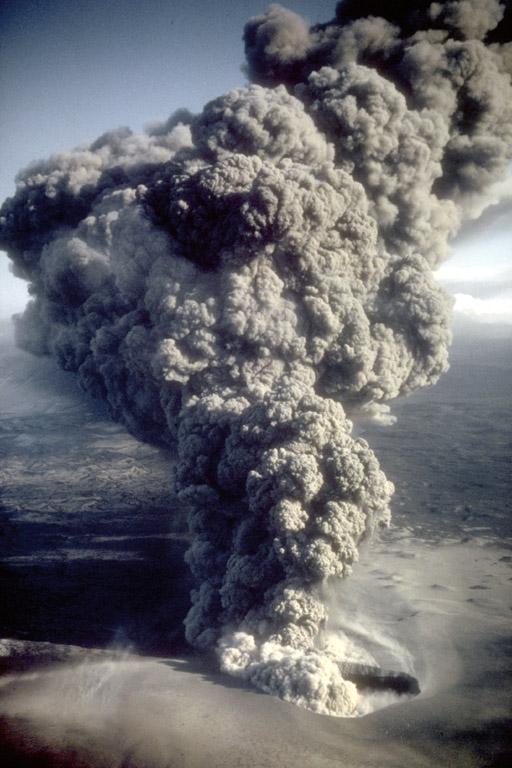
نشاط مائي صهاري نتيجة لانفجارات فوهات أوكينريك

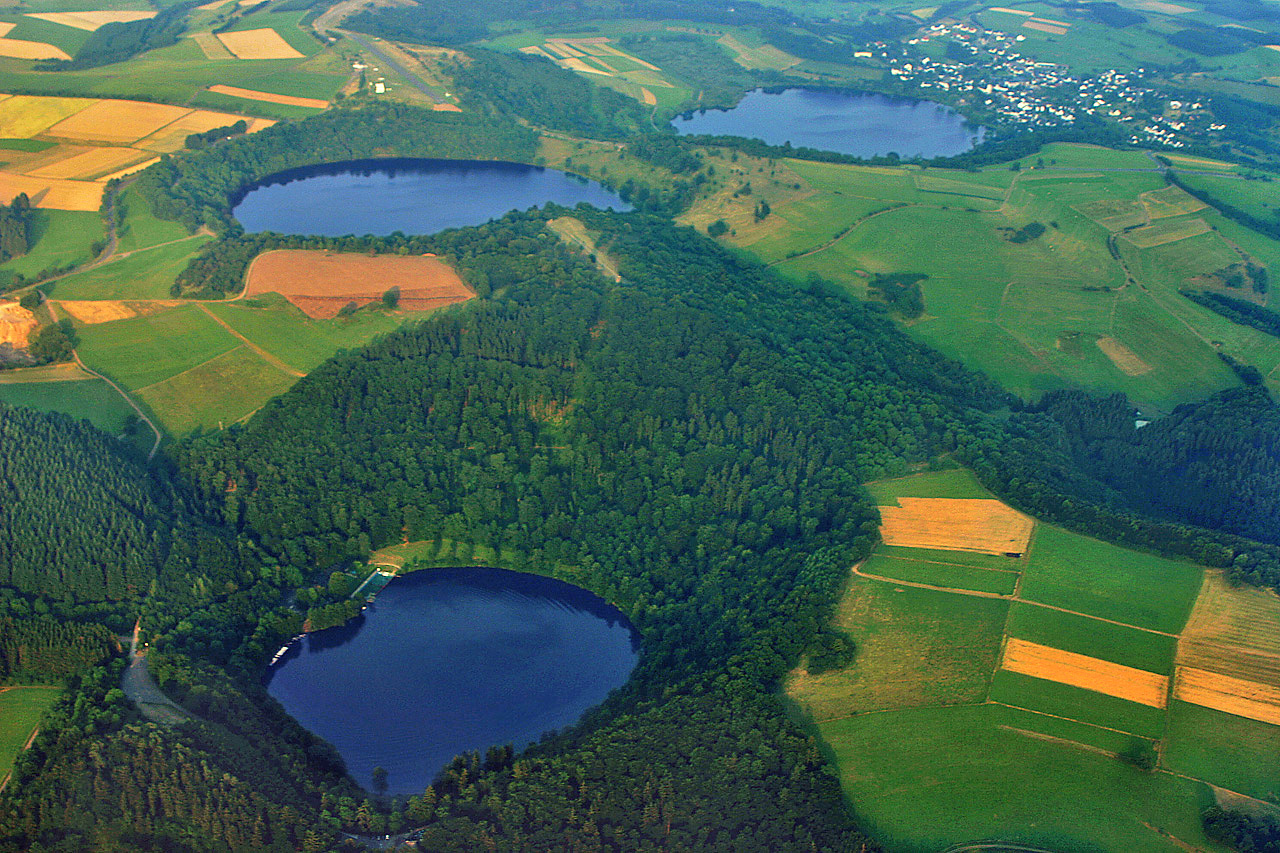
الفوهات البركانية الثلاث بالقرب من دون (ألمانيا)

مار وتترجم إلى بحيرة بركانية (بالإنجليزية: Maar)‏ هي فوهة بركانية واسعة منخفضة النتوء تحدث بسبب الثوران المائي الصهاري، وهو انفجار يحدث بسبب المياه الجوفية التي تتلامس مع الحمم البركانية أو الصهارة. والفوهة البركانية الناجمة عن الانفجار مليئة بالمياه على نحو مميز لتشكيل بحيرة فوهة بركان ضحلة نسبيًا. والاسم يأتي من لهجة موسيل فرانكونيان (Moselle Franconian) المحلية الخاصة بـ داون، حيث إنه مشتق بدوره من الكلمة اللاتينية mare (بحر). والفوهات البركانية الناجمة عن الانفجار هي عبارة عن فوهات ضحلة ومسطحة، والتي يفسر العلماء تشكلها أعلى الفجوات الأنبوبية البركانية نتيجة للانفجار العنيف للغاز أو البخار الصهاري؛ إلى جانب التآكل العميق لفوهة البركان الذي من المفترض أن يؤدي إلى وجود فجوة أنبوبية بركانية (مجرى). وتتراوح الفوهات البركانية في حجمها من عرضيًا ومن 10 إلى 200 م (33 إلى 656 قدم) عمقًا، وغالبية أجزائها عادة ما تكون مملوءة بالمياه التي تشكل بحيرات طبيعية. ومعظم الفوهات البركانية من هذا النوع لديها حواف منخفضة تتألف من مزيج من الأجزاء المفككة من الصخور البركانية والصخور الممزقة من جدران الفجوة الأنبوبية البركانية.

## أمثلة
عُثر على أكبر الفوهات البركانية المعروفة في شبه جزيرة سيوارد في شمال غرب ألاسكا. ويتراوح قطر هذه الفوهات من 4,000 إلى 8,000 م (13,123 إلى 26,247 قدم) وعمق يصل إلى 300 م (984 قدم). وحدثت هذه الانفجارات منذ حوالي 100000 سنة في حدث الانفجار الأحدث (فوهة جبل الشيطان) منذ حوالي 17500 سنة. وترجع ضخامة حجم هذه الفوهات إلى رد الفعل الانفجاري الذي يحدث عندما تتلامس الصهارة مع الطبقة الجليدية السميكة. وتكون الانفجارات المائية الصهارية انفجارية على نحو متزايد عندما تكون نسبة الماء إلى الصهارة منخفضة. ونظرًا لأن طبقة الجليد السميكة تذوب ببطء، فإنها توفر مصدرًا ثابتًا من المياه للثوران مع الاحتفاظ بنسبة المياه إلى الصهارة منخفضة. وهذا ينتج ثورانًا بركانيًا انفجاريًا ممتدًا لفترات طويلة يؤدي إلى خلق هذه الفوهات البركانية الضخمة. ومن بين الأمثلة على الفوهات البركانية لشبه جزيرة سيوارد فوهة شمال كليك وفوهة جنوب كليك وفوهة جبل الشيطان وفوهة وايتفيش.
وتحدث الفوهات البركانية الناجمة عن الانفجارات في أمريكا الشمالية وباتاغونيا في أمريكا الجنوبية ومنطقة إيفل في ألمانيا (حيث تم وصفها في الأصل)، وفي مناطق بركانية أخرى من الأرض. وفي أماكن أخرى في أوروبا، تقدم منطقة لا فيستايد دو بال مثالاً مذهلاً للفوهة البركانية، والتي يمكن رؤيتها بسهولة من الأرض أو الجو. وتعد كل من كيلبورن هول وهانت هول، بالقرب من إل باسو، تكساس، فوهاتين بركانيتين. وكان يُعتقد أن بحيرة التمساح في لوس بانوس في الفلبين في الأصل عبارة عن فوهة بركانية عادية، ولكنها فوهة بركانية ناجمة عن انفجار. كما تُعد بحيرة نيوس المشبعة بثاني أكسيد الكربون السيئة السمعة الموجودة في إفريقيا مثالاً آخر. ومن الأمثلة الممتازة على الفوهة البركانية الناجمة عن انفجار هو بحيرة زوني سولت في نيو مكسيكو، وهي بحيرة مالحة ضحلة تشغل فوهة بركان مسطحة بحجم يبلغ حوالي 6,500 قدم (2,000 م) عرضيًا و400 قدم (120 م) عمقًا. وتتألف حافتها المنخفضة من قطع فضفاضة من الحمم البازلتية والصخور الجدارية (الحجر الرملي والصخر الزيتي والحجر الجيري) من القناة العمودية التحتية، وكذلك قطع عشوائية قديمة من الصخور البلورية القديمة المدفوعة بفعل الانفجار من أعماق كبيرة. وتوجد الفوهات البركانية الناتجة عن الانفجارات في كندا في حقل ويلز غراي-كليروواتر البركاني في شرق ووسط كولومبيا البريطانية وفي حقول الكمبرلايت في جميع أنحاء كندا. ويوجد أحد الحقول البارزة للفوهات البركانية في حقل بالي-أيك البركاني في باتاغونيا، في أمريكا الجنوبية. وتوجد لدى حقل أوكلاند البركاني في المنطقة الحضرية من أوكلاند في نيوزيلندا العديد من الفوهات البركانية، بما في ذلك بحيرة بوبوك التي يمكن الوصول إليها بسهولة في ضاحية نورث شور من تاكابونا.
وإحدى أبرز الفوهات التي حدث خطأ في تعريفها كفوهة بركانية ناتجة عن انفجار في فوهة نيزكية في أريزونا؛ وكان هناك اعتقاد لسنوات عديدة أن هذه الفوهة من أصل بركاني وليس نيزكيًا.

## معرض الصور

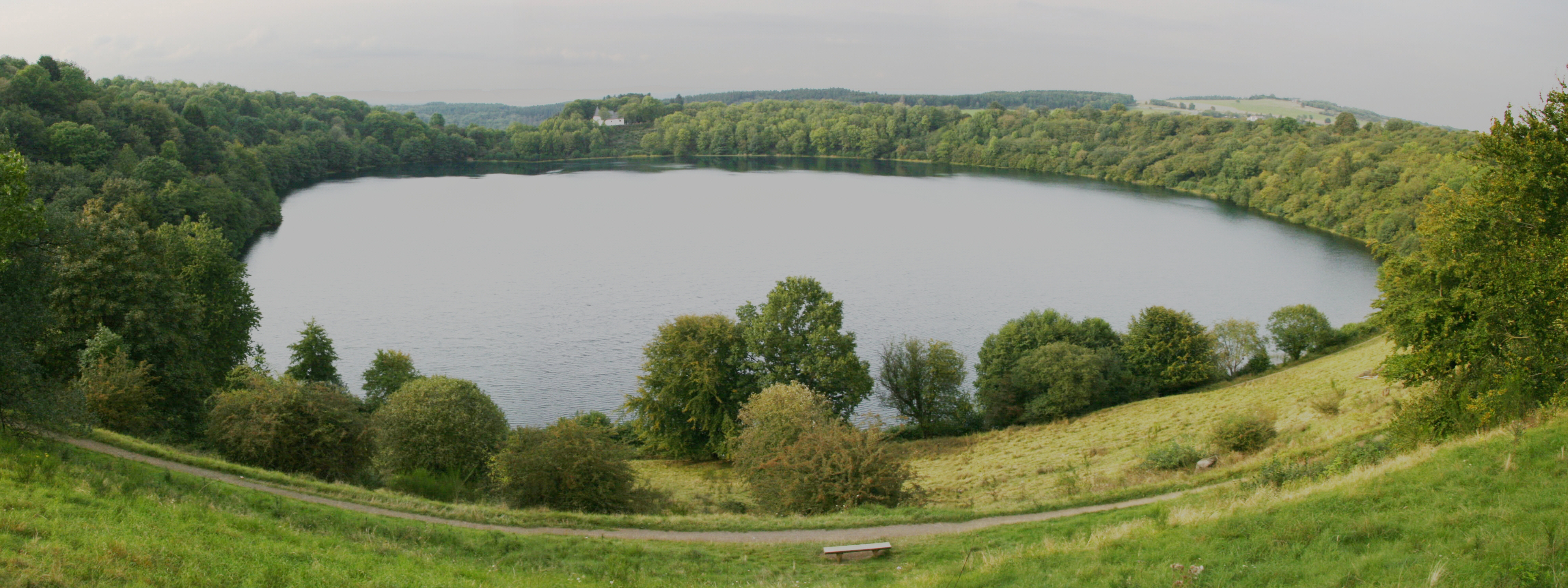
فوهة فاينفيلدر، إحدى الفوهات الثلاث التي تم وصفها في الأصل.
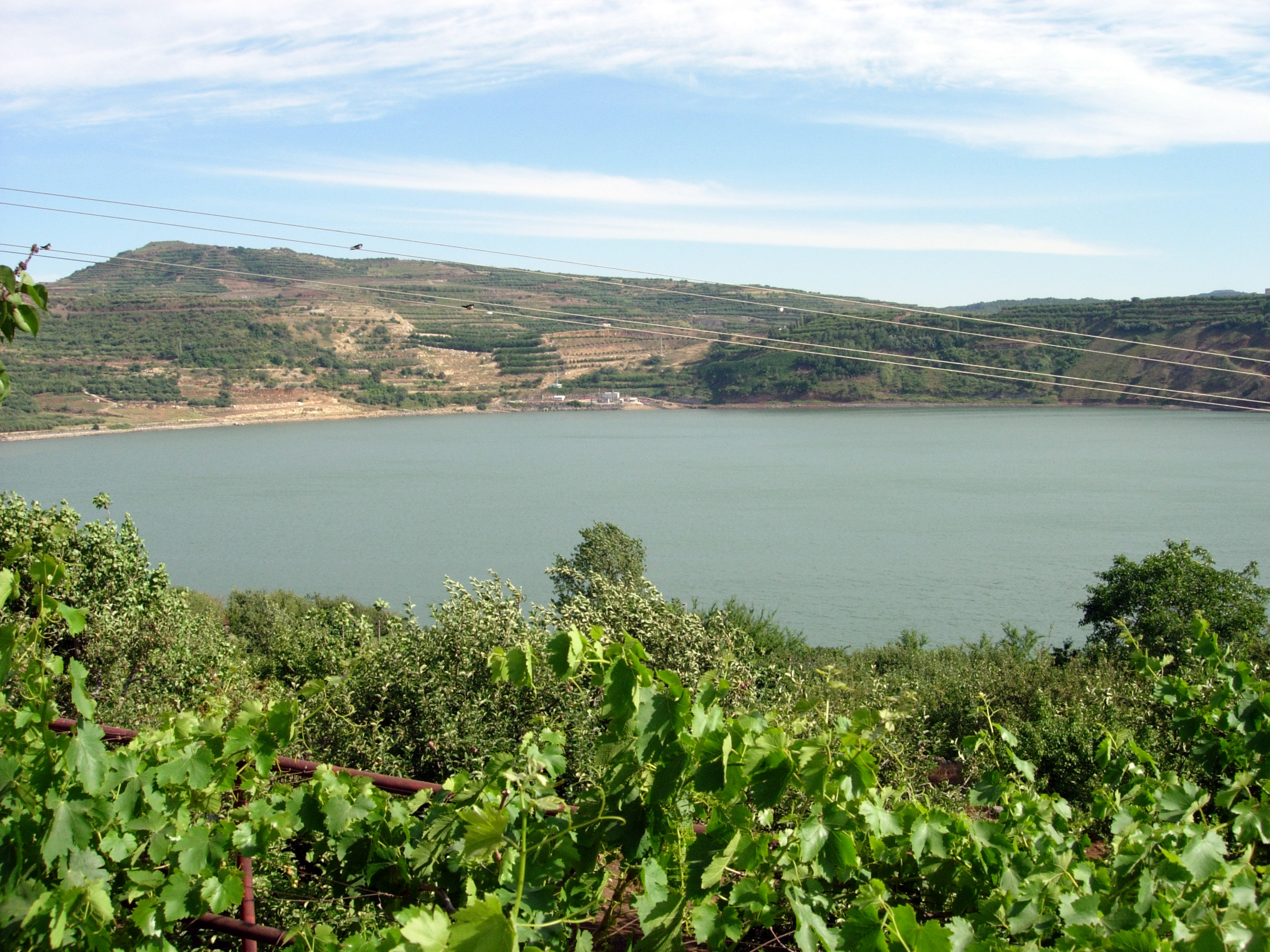
الفوهة في بركة رام، هضبة الجولان
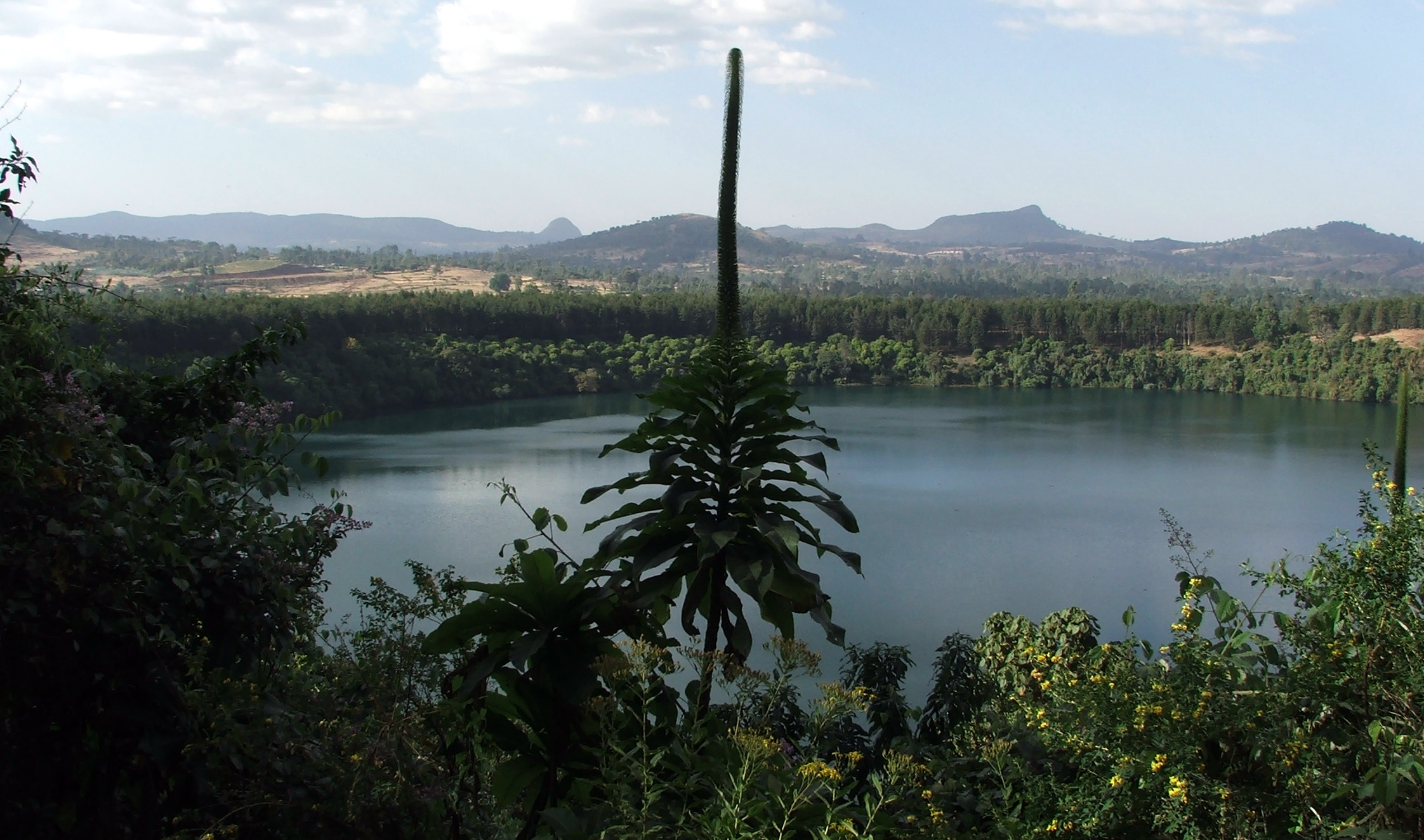
Zengena Lake، مار في ولاية أمهرة، إثيوبيا
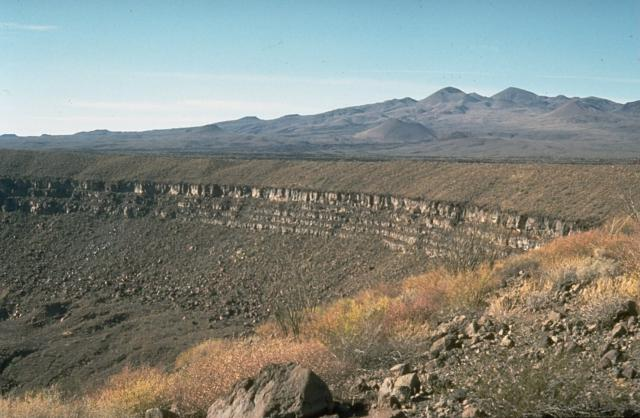
El Elegante Crater، في صحراء سونورا، المكسيك
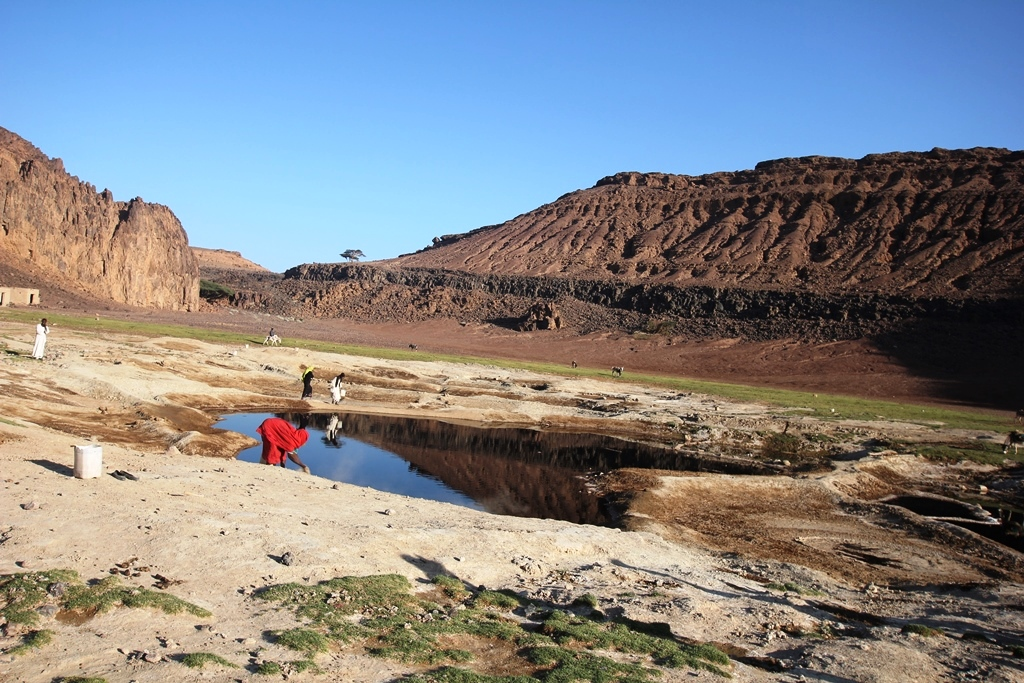
حفرة المويلح في السودان: الطين الغني بالناترون على أرضية الفوهة
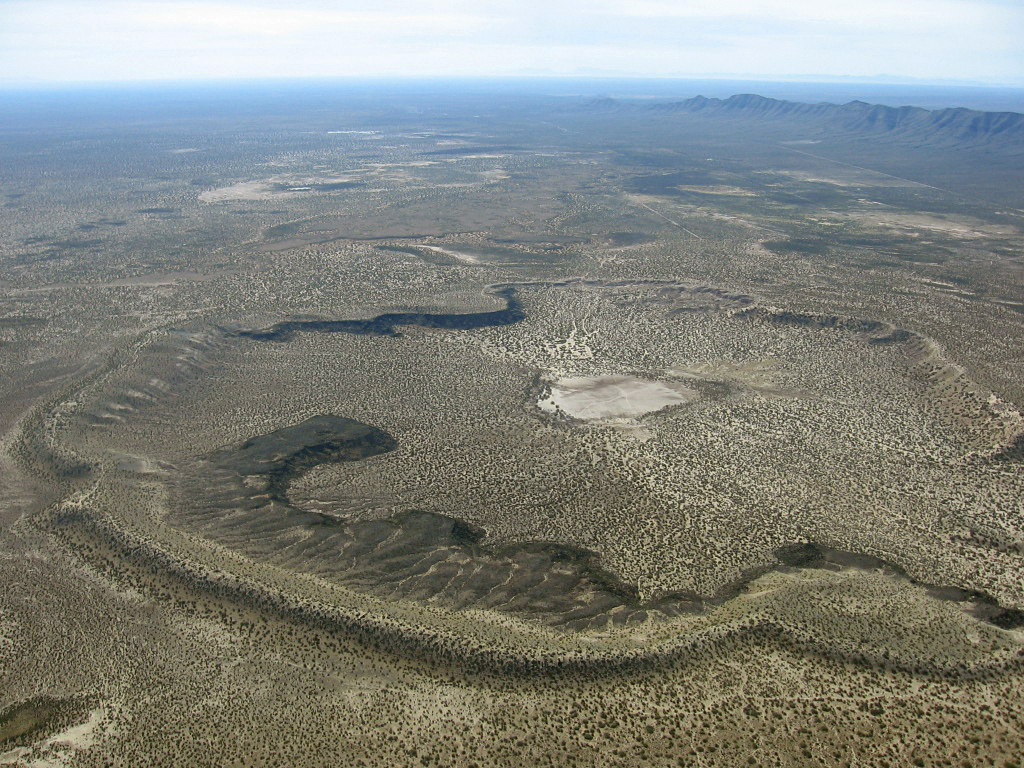
كيلبورن هول مار في Potrillo volcanic field نيو مكسيكو
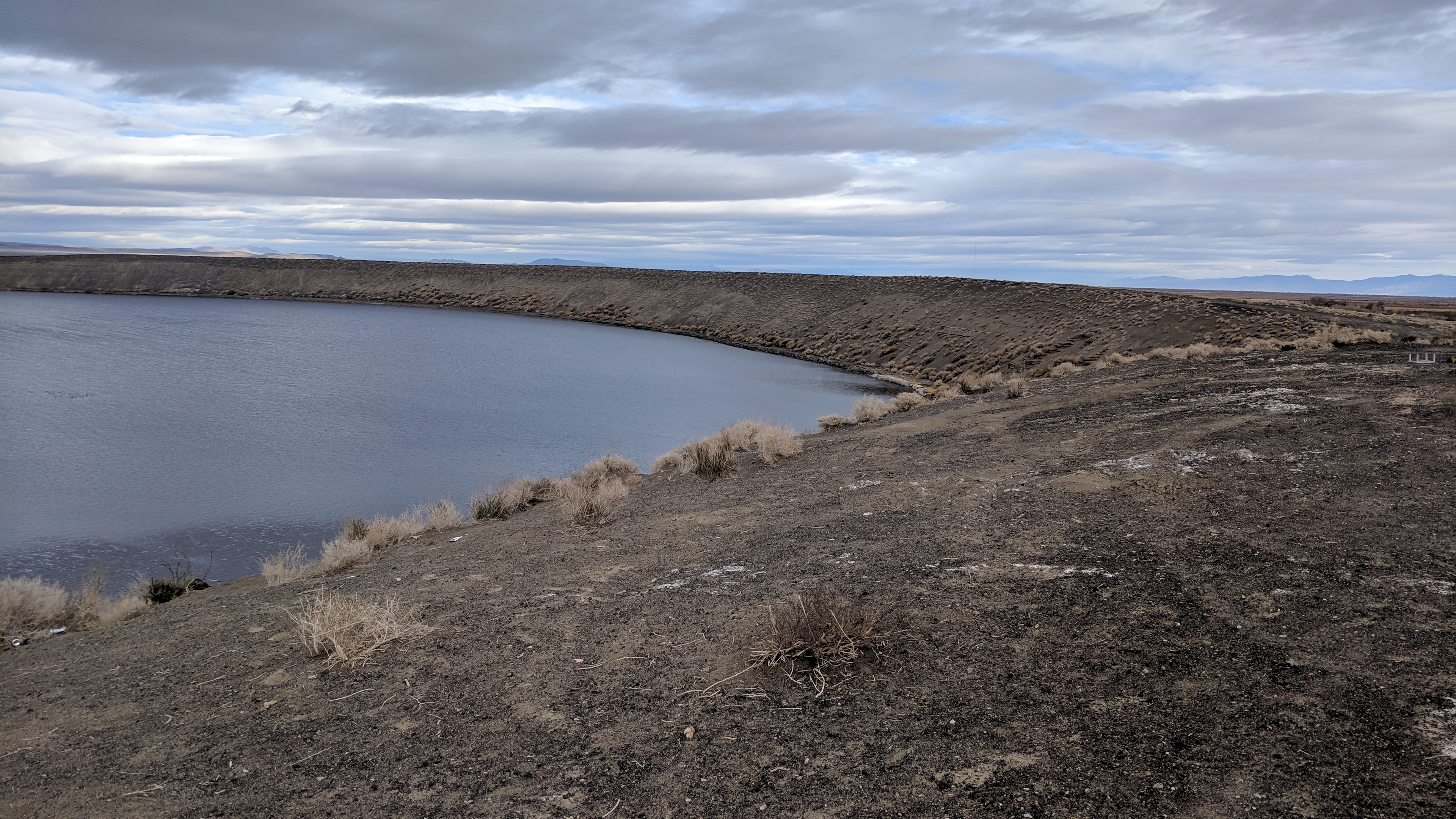
بحيرة الصودا الكبيرة  [لغات أخرى]‏ في نيفادا

## وصلات خارجية
- List of Maar Volcanoes
- La Vestide du Pal